# Аквабус
Аквабу́с — водный вид городского общественного транспорта Санкт-Петербурга, перевозивший пассажиров в период летней навигации (с мая по октябрь). Маршрут судов проходил по Неве из спальных районов города в исторический центр, деловые кварталы Петербурга. Поездка по маршруту занимала не более 40—45 минут, а 4 остановки были расположены в пешем доступе от станций метрополитена. С 2013 года в городе действовал один маршрут. В 2016 году комитет по транспорту Санкт-Петербурга объявил, что регулярная линия аквабусов больше функционировать не будет.

## История
Водный транспорт — старейший из видов внутригородского транспорта в Санкт-Петербурге. На каждом этапе развития города водным перевозкам придавалась особая роль.

### Городской водный транспорт в XVIII—XX веках
Изначально Петербург, основанный Петром I в 1703 году, был задуман своим основателем в качестве крупного морского порта, «окна в Европу», важнейшего российского центра торгового мореплавания и одновременно — мощного кораблестроительного центра. Пётр I, сам будучи приверженцем всего, что связано с водой и мореплаванием, требовал от горожан преодолевать водную стихию на лодках или в особых случаях на паромах, желая тем самым приучить их к воде. Интересно, что в XVIII веке по рекам и каналам города курсировали самые настоящие венецианские гондолы.

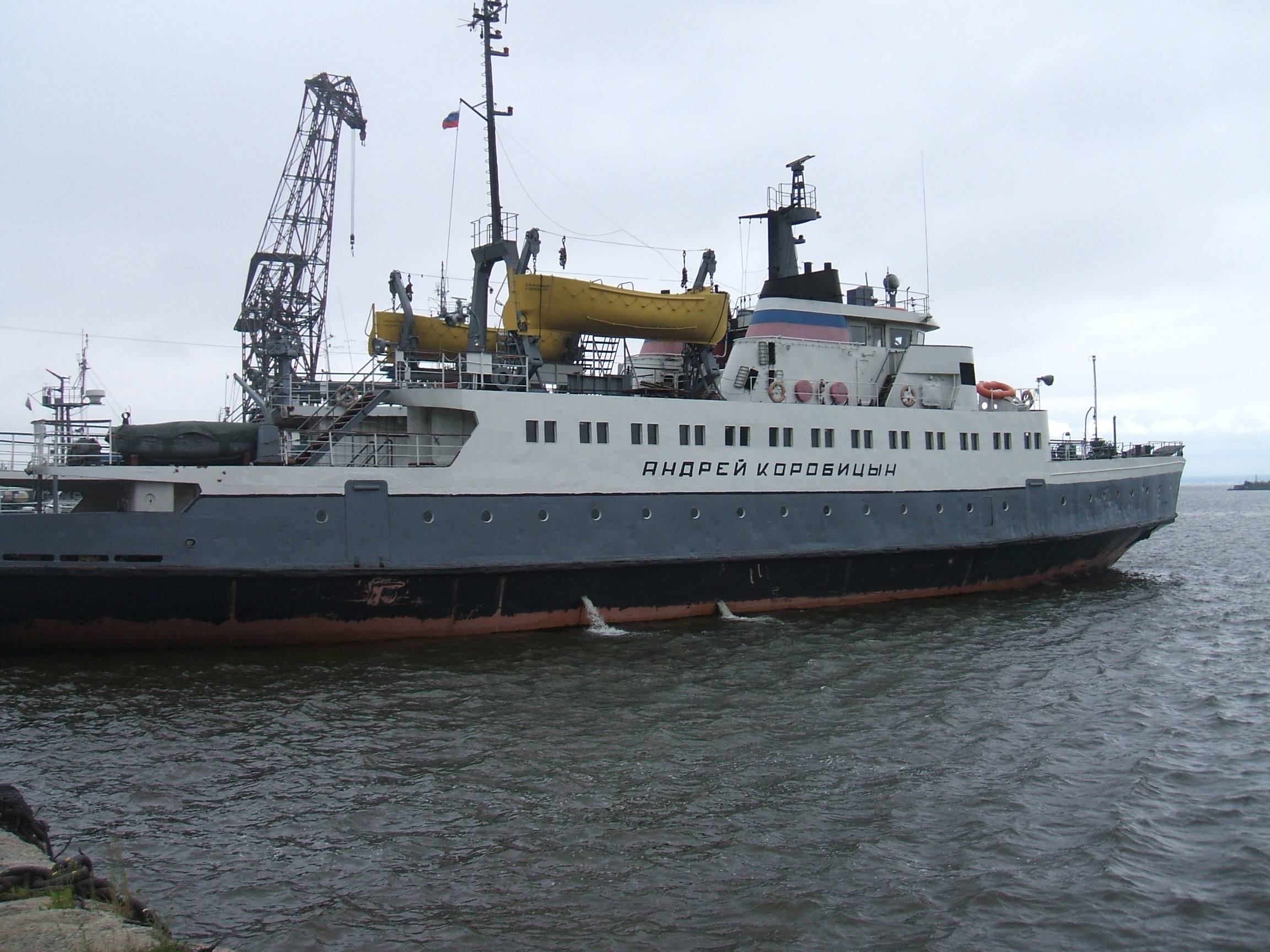
Паром «Андрей Коробицын»

В 1848 году Санкт-Петербург стал первым городом в России, в котором были пущены речные трамваи. В качестве внутригородских пассажирских судов использовались небольшие пароходы. Владельцами речных трамваев являлись компании «Лёгкое Невское пароходство», «Общество Ладожского пароходства», «Финляндское общество лёгкого пароходства» (его суда в народе звали «финляндчиками»), пароходное предприятие купца А. Я. Щитова. Только в конце двадцатых годов XX века речные трамваи стали появляться в Москве, а позднее — в остальных городах России.
В 1969 году открылось круглогодичное паромное сообщение Ломоносов — Кронштадт, полностью заменившее существовавшую до этого ледовую переправу. Специально для маршрута были созданы паромы «Андрей Коробицын» и «Николай Каплунов». Паромная переправа работала вплоть до февраля 2011 года и была прекращена из-за повреждения корпуса парома «Андрей Коробицын».

### Запуск системы аквабусов

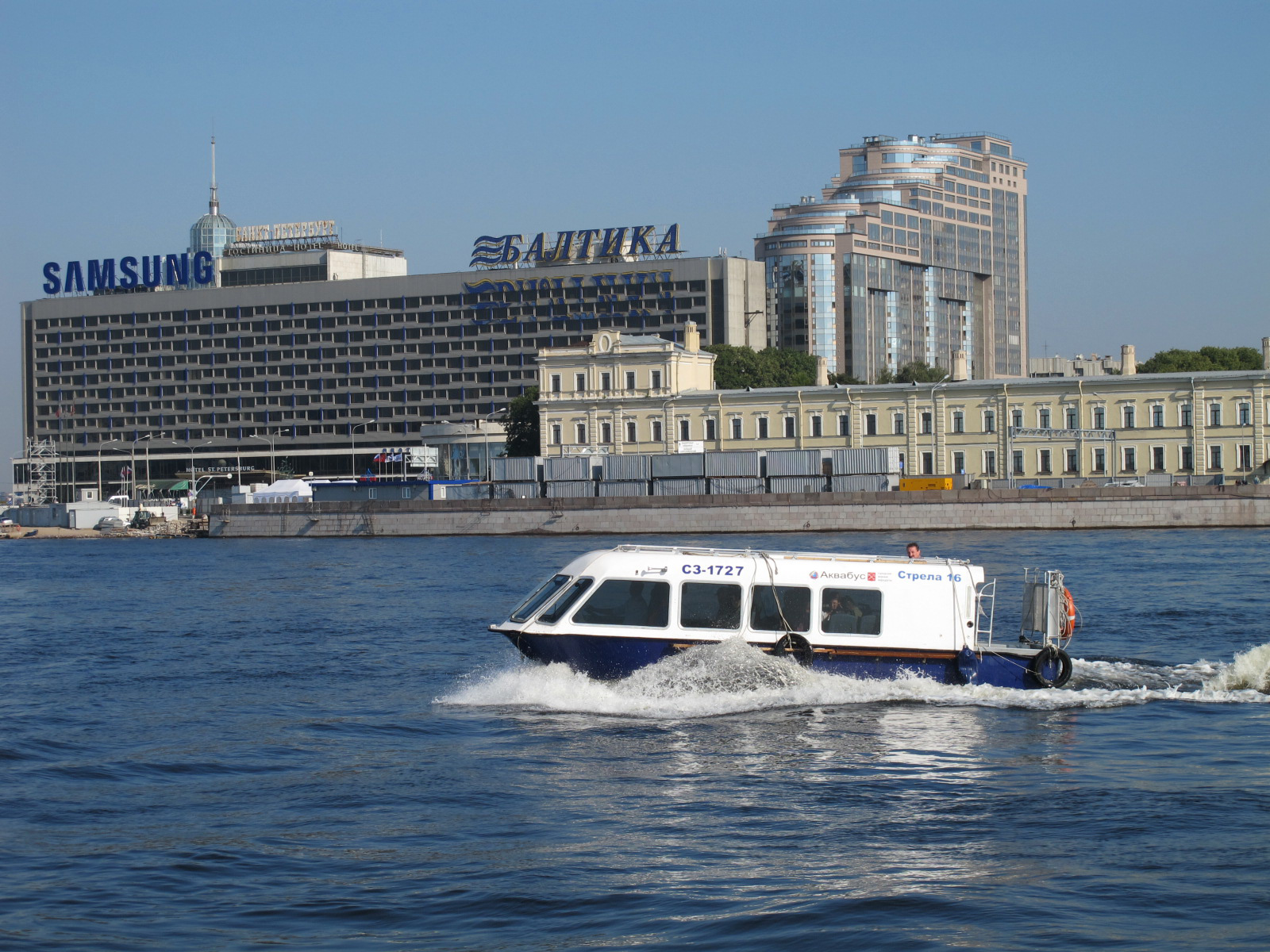
Аквабус на Неве

В начале XXI века неоднократно вставал вопрос об открытии регулярных водных маршрутов для быстрого передвижения по городу. В 2001 году задача по созданию общественного водного транспорта была возложена на городские власти. Первые попытки реализации проекта водных автобусов были предприняты ещё в 2004 году, однако по-настоящему проект так и не заработал из-за высоких цен. В 2008 году правительством города была разработана концепция развития водных пассажирских перевозок для улучшения транспортной доступности районов и сокращения времени переездов. Уже в период навигации 2008 года был открыт маршрут Санкт-Петербург — Кронштадт, на котором работали суда типа «Метеор». В августе 2010 года были запущены 2 новых линии — от ЦПКиО до Арсенальной набережной и от гостиницы «Москва» до Медного всадника.

Это очень комфортный и востребованный вид транспорта — из одного конца города в другой, от причала у входа в ЦПКиО до Смольной набережной катер домчался всего за 12 минут. На общественном транспорте или автомобиле это занимает гораздо больше времени. Уверена, что мы поступили правильно. Не использовать преимущества города, водную гладь для организации общественного транспорта было бы большим упущением.— Матвиенко В. И., губернатор Санкт-Петербурга
В 2011 году была открыта Невская линия — от Свердловской набережной до Рыбацкого. Также в 2010—2011 годах в систему «Аквабус» как Пригородная линия была включена переправа Ломоносов — Кронштадт (осуществлялась сначала паромами-ледоколами, позже — судами типа «Нева») и была отменена с завершением строительства комплекса защитных сооружений и запуском движения по дамбе.

### Связанные проекты
В 2010 году разрабатывался проект «водного такси», которое можно вызвать по телефону через центральную диспетчерскую. Предполагалось, что на основании итогов первой навигации водного автобуса по востребованности маршрутов, остановок, по рентабельности перевозок будет произведен расчёт тарифов, чтобы в дальнейшем можно было значительно расширить эту программу. По состоянию на 2011 год судьба проекта неизвестна.
Также существовали планы по интеграции аквабуса в единую систему городского общественного транспорта, в том числе — возможность оплачивать проезд единым проездным билетом. В 2011 году стало возможным оплачивать проезд электронным проездным билетом «Подорожник».

…немало и тех, кто на аквабусах добирается на работу. Для того чтобы таких людей становилось больше, нужно интегрировать речные такси в систему общественного транспорта. Следует наладить продажу проездных документов, включающих в себя и аквабус. Пассажиры, которые регулярно пользуются водным транспортом, должны платить за поездки меньше установленного сейчас на городских линиях тарифа.— А. Бакирей, заместитель председателя комитета по транспортно-транзитной политике

### Маршруты аквабусов и сворачивание системы
По состоянию на 2012 год в городе работали 4 линии аквабусов: Приморская (от Арсенальной наб. до Приморского пр.), Центральная (от Университетской наб. до Свердловской наб.), Невская (от Свердловской наб. до Рыбацкого пр.) и Курортная (от Арсенальной наб. до Зеленогорска). В 2012—2013 годах планировалось запустить ещё 4 маршрута. Между тем, по результатам навигации 2011 года, аквабусы были признаны убыточными, что поставило под сомнение дальнейшее развитие маршрутов. В 2012 году для повышения окупаемости цена на аквабус была увеличена почти вдвое.
C 2013 года все линии, кроме Приморской, упразднены.

#### Приморская линия
Английская наб. (напротив Медного всадника), спуск № 2 — Дворцовая наб. (напротив Летнего сада), спуск № 1 — Арсенальная наб. (напротив пл. Ленина) — Петроградская набережная (напротив дома № 18), спуск № 3 — Аптекарская набережная (напротив дома № 5 по ул. Академика Павлова) — Приморский пр. (напротив станции метро «Чёрная речка»), спуск № 2 — Приморский пр. (юго-восточнее дома № 22, литера А), спуск № 5 — Приморский пр. (ниже 3-го Елагина моста).

##### Расписание и стоимость проезда
- время работы:
  - будние дни: с 07:00 до 21:00;

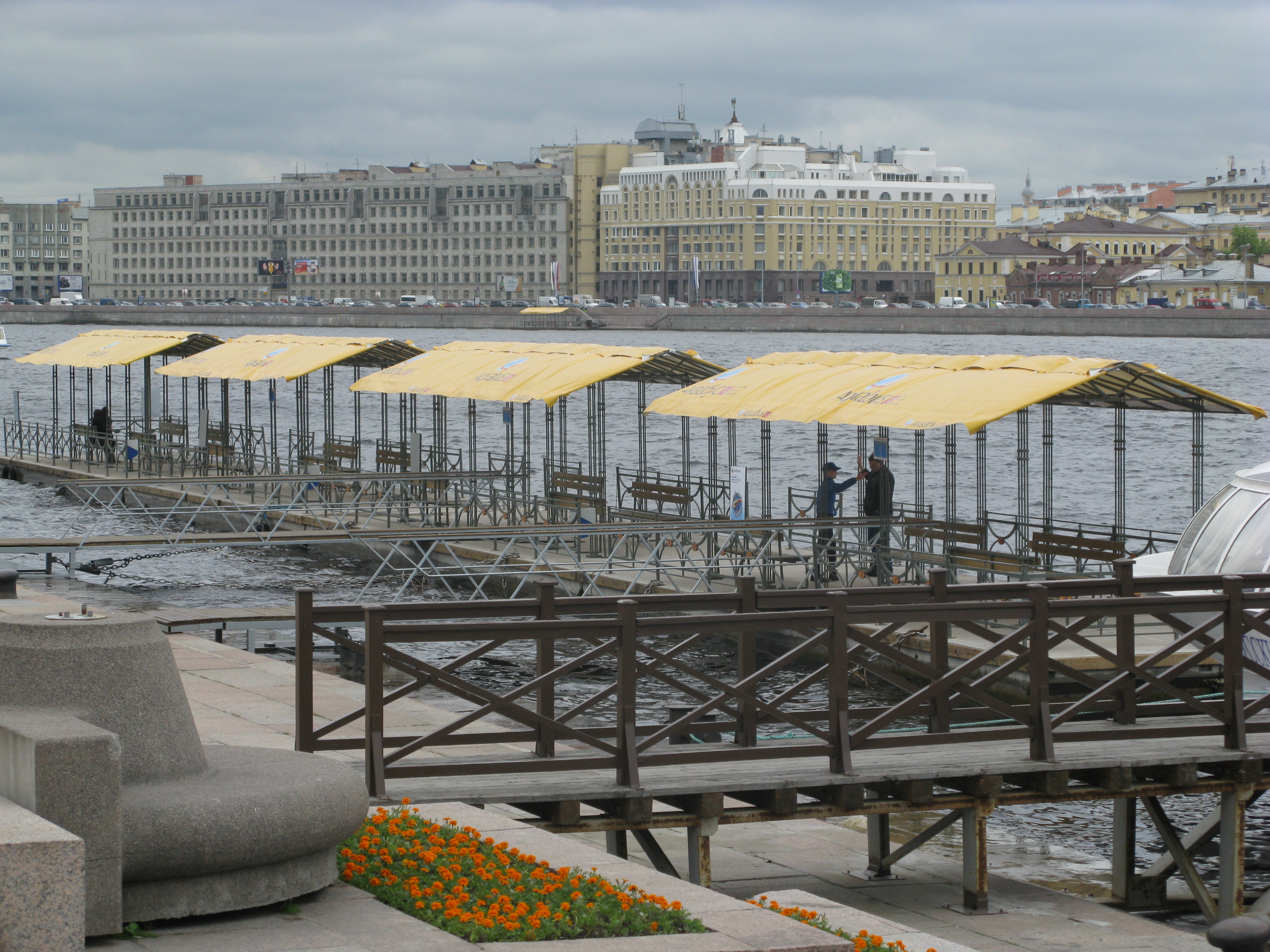
Остановка аквабуса у Финляндского вокзала

  - выходные и праздничные дни: с 10.00 до 22.00.

- интервал движения:
  - будние дни:
    - с 7.00 до 11.00 и с 17.00 до 20:30 — 15 минут;
    - с 11.00 до 17.00 и с 20:30 до 21:00 — 30 минут.

  - выходные и праздничные дни:
    - с 10.00 до 22.00 — не более 60 минут.

- стоимость:
  - будние дни: 170 руб./85 руб. с учётом дифференциации:
    - на участке от Приморского пр. (ниже 3-го Елагина моста) до Арсенальной наб. (напротив пл. Ленина) — 100 руб./50 руб.;
    - на участке от Арсенальной наб. (напротив пл. Ленина) до Английской наб. (напротив Александровского сада) — 70 руб./35 руб.

  - выходные и праздничные дни: 300 руб./150 руб. с учётом дифференциации:
    - на участке от Приморского пр. (ниже 3-го Елагина моста) до Арсенальной наб. (напротив пл. Ленина) — 180 руб./90 руб.;
    - на участке от Арсенальной наб. (напротив пл. Ленина) до Английской наб. (напротив Александровского сада) — 120 руб./60 руб.

## Описание судов
| Тип судна        | Обслуживаемая линия | Пассажировместимость | Максимальная скорость | Длина  | Ширина |
| ---------------- | ------------------- | -------------------- | --------------------- | ------ | ------ |
| Hitek 85C taxi 2 | Приморская          | 12 человек           | 60 км/ч               | 8,58 м | 2,65 м |
| Marlin 830       | Приморская          | 12 человек           | 60 км/ч               | 8,30   | 3,05   |
| Катамаран        | Приморская          | 30 человек           | 60 км/ч               | -      | -      |

Все катера были оснащены спутниковыми навигаторами системы ГЛОНАСС, сигнал от которых поступал на диспетчерский пункт. В навигацию 2012 года стало возможным наблюдать за передвижениями судов через интернет-сайт и оценивать время прибытия судов на все причалы.

## Критика
С момента запуска водных маршрутов были отмечены следующие недостатки в работе аквабусов и оснащения остановочных пунктов:
- цена билета не покрывала себестоимости поездки, работа судов осуществлялась благодаря дотациям из городского бюджета[7][9];
- низкая вместительность судов, работавших на городских линиях, приводила к полной заполняемости катеров в часы пик на конечных остановках, вследствие чего аквабусы не останавливались на промежуточных[9];
- обладая большой привлекательностью, водные автобусы не справлялись с возлагаемой на них транспортной ролью из-за наплыва туристов[9][10];
- заявленная информация об интервалах движения зачастую была занижена из-за наплыва пассажиров или схода судов с маршрута[10][11][12];
- из-за низкой скорости аквабус был неконкурентоспособен при движении на большие расстояния[12];
- официальная информация на стендах была не всегда актуальна[12].

## Происшествия
- В ночь с 20 на 21 июня 2011 года на причале «Невской линии», расположенном у дома № 163 по проспекту Обуховской Обороны, произошла авария. Остановка была оторвана волной от проходившего мимо катера[13]. После происшествия было решено перенести остановку выше по течению[14].

## Галерея

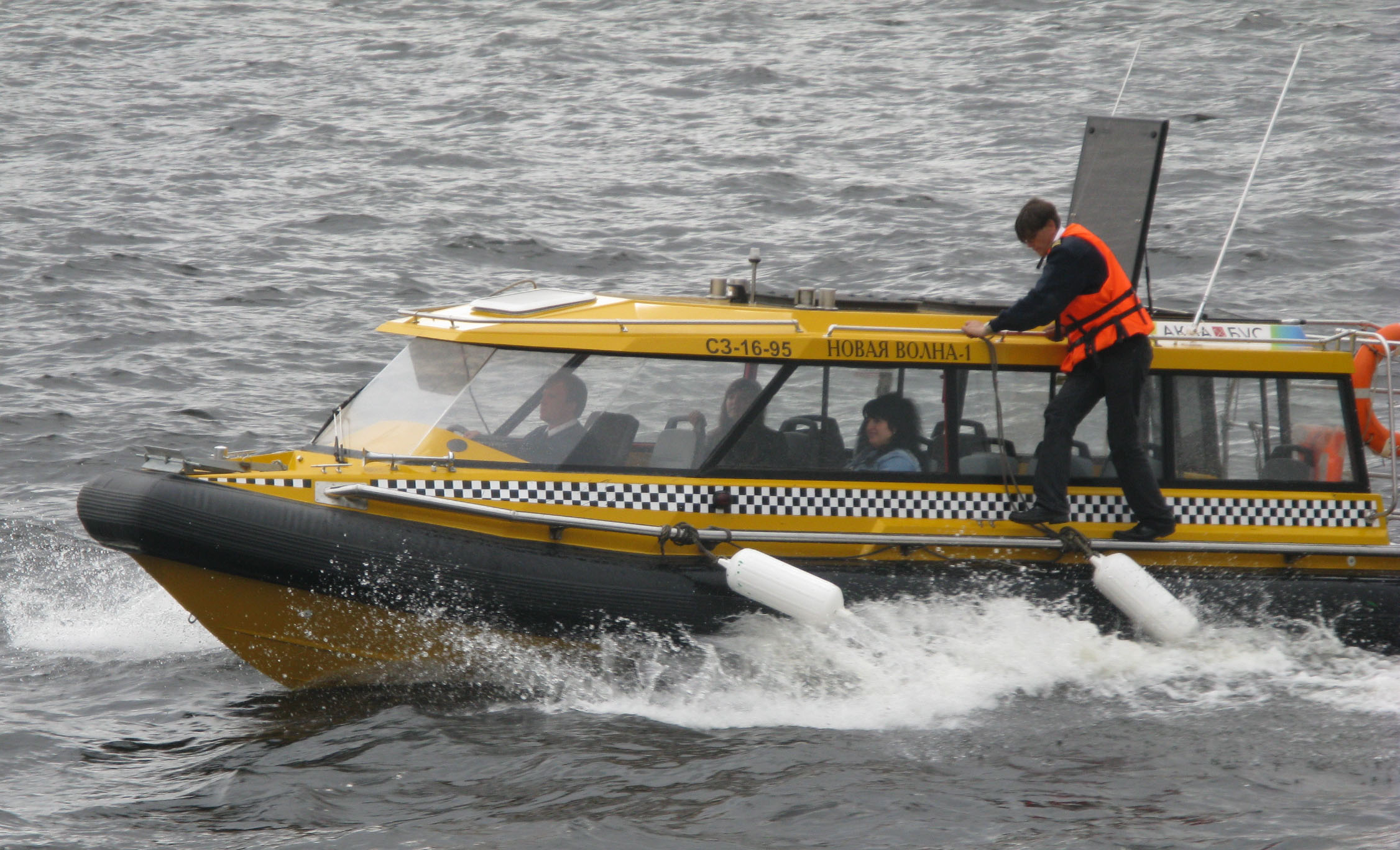
Судно Hitek 85C на Приморской линии